# Relacions confidencials
Relacions confidencials (títol original: People I Know) és una pel·lícula dramàtica estatunidenca de l'any 2002 dirigida per Daniel Algrant i protagonitzada per Al Pacino, Kim Basinger, Téa Leoni i Ryan O'Neal.
Ha estat doblada al català

## Argument
Eli Wurman (Al Pacino) és un llegendari representant, promotor d'esdeveniments i relacions públiques novaiorquès, els dies de glòria dels quals es remunten a diversos anys enrere, convivint ara en la seva vida quotidiana amb un flux constant de medicaments receptats i alcohol. Eli es veurà involucrat en una xarxa d'assassinats i conspiracions polítiques, dirigides des de l'ombra per poderoses personalitats de la ciutat de Nova York.
Eli és l'encarregat de rebre a una estrella de la televisió de Califòrnia que acompanya a Nova York una nit (Téa Leoni), a petició del famós actor guanyador de l'Oscar que representa Cary Launer (Ryan O'Neal), cosa que porta a Eli de passada per un antre de drogues i sexe en un edifici de la ciutat, un pati d'esbarjo per a rics i famosos.

## Repartiment
- Al Pacino: Eli Wurman
- Kim Basinger: Victoria Gray
- Téa Leoni: Jilli Hopper
- Ryan O'Neal: Cary Launer
- Richard Schiff: Eliot Sharansky
- Bill Nunn: reverend Lyle Brunt
- Robert Klein: doctor Sandy Napier
- Mark Webber: Ross

## Crítica
- És inusual que els americans, inventors del "políticament correcte", hagin realitzat als pocs mesos de la tragèdia de l'11 de Setembre una pel·lícula tan immisericorde amb la ciutat de Nova York, amb la seva gent, amb la seva forma de viure, relacionar-se i treballar. Dic això perquè, a més del millor Al Pacino dels últims anys, aquest interessant drama descobreix sense pietat a la seva veritable protagonista: la ciutat novaiorquesa, avui ferida, que mostra la seva fauna política i social plena de gent cruel, tramposa i amoral. Tan cruel, tramposa i amoral que gosa desafiar al temps per haver-hi qui passa factura primer -pel seu ritme de vida- a un decadent, cansat i autodestructiu relacions públiques.[3]
- "Aquest rutinari drama creix gràcies a l'explosiva labor d'Al Pacino, que omple de vida al relacions públiques"[4]